# Koen Verweij
Koen Verweij (Alkmaar, 26 agosto 1990) è un pattinatore di velocità su ghiaccio olandese.

## Palmarès

### Olimpiadi
- 4 medaglie:
  - 1 oro (inseguimento a squadre a Soči 2014);
  - 1 argento (1500 m a Soči 2014);
  - 2 bronzi (inseguimento a squadre, mass start a Pyeongchang 2018).

### Campionati mondiali completi
- 2 medaglie:
  - 1 oro (Heerenveen 2014);
  - 1 bronzo (Mosca 2012).

### Campionati mondiali su distanza singola
- 3 medaglie:
  - 2 ori (inseguimento a squadre a Heerenveen 2012; inseguimento a squadre a Soči 2013);
  - 1 bronzo (inseguimento a squadre a Inzell 2011).

### Campionati europei
- 4 medaglie:
  - 1 argento (All-around a Hamar 2014);
  - 3 bronzi (All-around a Collalbo 2011, All-around a Budapest 2012 e 1500m a Kolomna 2018).

### Campionati mondiali juniores
- 10 medaglie:
  - 6 ori (inseguimento a squadre a Changchun 2008; classifica generale, 5000 m, inseguimento a squadre a Zakopane 2009; classifica generale, 5000 m a Mosca 2010);
  - 2 argenti (classifica generale a Changchun 2008; 1500 m a Mosca 2010);
  - 2 bronzi (1000 m, inseguimento a squadre a Mosca 2010).

### Coppa del Mondo
- Miglior piazzamento nella Grand World Cup: 2º nel 2014.
- Vincitore della Coppa del Mondo dei 1500 metri nel 2014.
- Miglior piazzamento nella Coppa del Mondo dei 1000 metri: 5º nel 2014.
- Miglior piazzamento nella Coppa del Mondo di lunghe distanze: 21º nel 2010.
- 16 podi (7 individuali, 9 a squadre):
  - 10 vittorie (2 individuali, 8 a squadre);
  - 2 secondi posti (tutti individuali);
  - 4 terzi posti (3 individuali, 1 a squadre).

#### Coppa del Mondo - vittorie
| Data             | Luogo          | Stato       | Disciplina                                                       |
| ---------------- | -------------- | ----------- | ---------------------------------------------------------------- |
| 15 novembre 2009 | Heerenveen     | Paesi Bassi | Inseguimento a squadre (con Remco Olde Heuvel e Jan Blokhuijsen) |
| 11 marzo 2012    | Berlino        | Germania    | Inseguimento a squadre (con Douwe de Vries e Jan Blokhuijsen)    |
| 17 novembre 2012 | Heerenveen     | Paesi Bassi | Inseguimento a squadre (con Sven Kramer e Jan Blokhuijsen)       |
| 25 novembre 2012 | Kolomna        | Russia      | 1500 m                                                           |
| 1º dicembre 2012 | Astana         | Kazakistan  | Inseguimento a squadre (con Jorrit Bergsma e Jan Blokhuijsen)    |
| 2 marzo 2013     | Erfurt         | Germania    | Inseguimento a squadre (con Jorrit Bergsma e Sven Kramer)        |
| 8 marzo 2013     | Heerenveen     | Paesi Bassi | Inseguimento a squadre (con Sven Kramer e Jan Blokhuijsen)       |
| 8 novembre 2013  | Calgary        | Canada      | 1500 m                                                           |
| 9 novembre 2013  | Calgary        | Canada      | Inseguimento a squadre (con Sven Kramer e Jan Blokhuijsen)       |
| 16 novembre 2013 | Salt Lake City | Stati Uniti | Inseguimento a squadre (con Sven Kramer e Jan Blokhuijsen)       |